# Krajinski park Jeruzalemsko - ormoške gorice
Krajinski park Jeruzalemsko - ormoške gorice je bil razglašen v občini Ormož 30. oktobra 1992 in obsega 1910 ha. Park se nahaja v Prlekiji, pokrajini v severovzhodni Sloveniji, severno od Ormoža. Ker je leta 1992 Jeruzalemske gorice razdelila nova občinska meja med Ormožem in Ljutomerom, so Ormožani razglasili svoj krajinski park poleg že obstoječega krajinskega parka Krajinski park Ljutomerski ribniki – Jeruzalemske gorice, čeprav oba skupaj sestavljata eno zaključeno območje - Jeruzalemske gorice. To je dežela bogate kulinarike, vrhunskih vin, vijugastih terasastih goric, pojočih klopotcev, bogate kulturne, naravne in etnološke dediščine.
Vinogradniška pokrajina goric priča o tem, kako človek s svojim delom lahko povsem preoblikuje naravno okolje: ta pokrajina v bistvu ni več naravna, je v celoti delo človeških rok, a ima kljub temu status krajinskega parka.

## Po slemenih
Po slemenih so razvrščene številne, slogovno preveč raznolike hiše - od skromnih zidanic do vil, ki so gostišča ali pa zasebni dvorci. Tu in tam obla slemena gričev poživljajo posamična velika stara drevesa, kot je stara lipa v Veličanah ali orjaški domači kostanj pri Malem Brebrovniku.

## Svetinje
Svetinje se nahajajo na jugozahodnem robu parka. Tu stoji zanimiva Cerkev vseh svetnikov in zraven nje opuščena šola.

## Naravne znamenitosti znotraj parka
- Pravi kostanj izjemnih dimenzij ob cesti Jeruzalem - Mali Brebrovnik
- Lipa na Svetinjah
- Trstenjakova lipa
- Blumenauovi pravi kostanji
- Lipa pri cerkvi sv. Miklavža pri Ormožu